# 反对美帝扶日运动
反对美帝扶日运动是1948年中華民國各地的學生不滿美国扶植日本而發起的抗議。

## 背景
第二次世界大战结束后，美国为了讓日本成为远东反共、反苏基地，決定扶植日本。

## 過程

### 上海
1948年5月初，中国共产党在紀念五一時表示「全国工人阶级和全国人民团结起来，反对美帝国主义者干涉中国内政，侵略中国主权，反对美帝国主义者扶植日本侵略势力复活」。反对美帝扶日运动首先在上海爆發。1948年5月4日，上海120所大中学校15,000多学生在上海交通大学举行纪念五四晚会，宣布成立“上海市学生反对美国扶植日本，挽救民族危机联合会”，而且向全国发出通电，呼呼全国人民共同反对美帝扶日。5月7日，全国学联发表《为反对美帝扶植日本告全国同学书》。5月20日，在反饥饿、反内战、反迫害一周年時，中共上海地下党组织决定召开一次学生集会，主题是进一步动员“反美扶日”斗争，地点仍然设在交大。集会原定于5月20日举行，因当日天雨改在5月22日舉辦。5月22日，上海76所中等学校、26所专科以上学校的共计1万五千余人按此前約定來到會場集会，并发起10万人的反美扶日签名运动，提出了“反对美国货倾销”、“爱用国货”、“迅速召开对日和会、解散日本海上保安厅、拘捕并公审一切日本战犯”等口号。許多中学先后成立了反扶日委员会。复旦大学於5月28日成立了“反对美帝扶植日本抢救民族危机大会”。5月31日起，复旦大学又开展了“反美扶日工作周”。
6月5日凌晨三四点钟，交大、复旦、同济大學等学校被包圍。中共交大地下组织決定在交大校内游行和宣传。下午2点左右，圣约翰大學、大夏大學、光华大學、震旦大學、上海中學、储能中學、南洋模範中學等大中学校的5000多名学生來到外滩举行反美扶日示威。各校学生高唱《团结就是力量》、《义勇军进行曲》，并散发《上海市学生反对美国扶植日本抢救民族危机联合会告同胞书》，高呼「反对美国扶植日本」等口号。下午3点多钟，學生開始被逮捕，警察又於6点多钟驅散示威的學生。当天共有54名学生被逮捕。6月6日，“上海市学生反对美国扶植日本抢救民族危机联合会”发出“为控诉六·五反对美国扶植日本大示威惨被屠杀代电”。
6月5日，上海市市长吴国桢在记者招待会上，他针对上海学生的“反美扶日”示威游行提出七点质询，要求交大回覆。交大学生自治会又對吴国桢提出五點反質詢。6月10日，吴国桢再次提出“四项标准，八点质询”。6月11日，交大学生又发表第二封致吴国桢的公开信，學生在公开信中提出了11个问题。6月12日，吴国桢又举行记者招待会，他表示交大多数同学被少数职业学生欺騙，他表示要向职业学生展开“神经战”。《中央日报》发表社论《注视交通大学》，指控交大学生为“共匪分子”，命名交大为“苏维埃租界”。交大校长程孝刚宣布辞职。交大学生又发出第三封致吴国桢的公开信，要求他答复前两封公开信中提出的16点询问。
6月26日晚，交大体育馆举行“反美扶日”公断会，陈叔通、马寅初、许广平、史良、张志让、王造时、储安平、施复亮、盛丕华、方秋苇、张絅伯、周谷城、周予同、周一志等40多人出席。許多出席的來賓表示市府对学生之质询的不合理，反扶日运动是反对日本军国主义的复兴，是可以媲美五四的爱国运动，而且决不能指为共产党所操纵。会后交大学生又发出第四封致吴国桢的公开信，學生在信中又表示反扶日运动是全国性爱国运动，绝不可能受人操纵。
此後在六五示威游行中被捕的学生陆续获得释放。7月各大學校進入暑假，学生陆续放假离校，上海学生的“反美扶日”运动逐渐平静。

### 北平
1948年5月30日，北平各校学生联合举行反对美国扶植日本的示威大会。6月9日，北平学生举行了罷課和示威游行。當時清华大学教授、文学家朱自清表示自己宁可饿死，也不會领美国的救济粮，他還在《抗议美国扶日政策并拒绝领取美国面粉的宣言》上签名。

### 其他
南京、广州、福州、重庆、昆明、香港等地也出現学生舉辦的反对美帝扶日示威。6月6日，曾联名通电响应中共五一口号的12名香港人士又联名发表《反美扶日宣言》。

## 反應
1948年5月31日，《大美晚报》发表社论，表示“中国学生之反美扶日实为忘恩负义之举动”。中華民國教育部則表示要对学生“不能再事姑息”，要“严予惩办”。《中央日报》表示要对学生“操刀一割，斩草除根”。6月4日，美国驻华大使司徒雷登表示“反美扶日”运动“不仅影响美国利益”，“亦且影响中国之切身利益”，“对中美间之传统睦谊实有严重之损害，倘仍继续进行，可能致不幸之结果”。